# 法根
法根是奥地利蒂罗尔州兰德克县的一个市镇。总面积3.63平方公里，总人口301人，人口密度82.9人/平方公里（2005年）。